# NGC 183
NGC 183 é uma galáxia elíptica (E) localizada na direcção da constelação de Andromeda. Possui uma declinação de +29° 30' 42" e uma ascensão recta de 0 horas, 38 minutos e 29,3 segundos.
A galáxia NGC 183 foi descoberta em 6 de Outubro de 1883 por Édouard Jean-Marie Stephan.